# Pseudochalcothea auripes
Pseudochalcothea auripes är en skalbaggsart som beskrevs av John Obadiah Westwood 1874. Pseudochalcothea auripes ingår i släktet Pseudochalcothea och familjen Cetoniidae. Inga underarter finns listade i Catalogue of Life.